# 장기영 (1916년)
장기영(張基榮, 1916년 5월 2일 서울 용산구 ~ 1977년 4월 11일)은 대한민국의 언론인, 정치인, 금융인으로, 호는 백상(百想)이다. 본관은 인동(仁同)이다. 종교는 불교다.
해방 직후 당시 '조선은행'을 지금의 중앙은행인 '한국은행'으로 정립시키는 데 크게 공헌하고, 1950년에는 한국은행 부총재를 역임하면서 혼란했던 전시금융(戰時金融)을 수습하는데 공적을 남겼다는 평가를 받고 있다.
조선일보사의 취체역 사장을 지냈으며 1953년 코리아타임스를 인수했다. 태양신문을 인수하여 1954년 한국일보를 창립하였다. 이후 1962년 박정희의 밀사로 미국으로 다녀온 뒤 박정희 정권에서 발탁되어 부총리, 남북조절위원회 위원장대리, 국회의원, IOC 위원이었으며, 한국일보의 사주였다.

## 생애

### 생애 초반
호는 백상(百想)이다. 아버지는 한성부의 곡물 무역상이었던 이동후(李東厚)이며, 어머니는 고성 이씨이다. 일찍이 아버지를 여의고 외할아버지 이종묵(李鍾默) 슬하에서 유년시절을 보냈다. 한남보통학교(漢南普通學校)를 거쳐 1934년 선린상업학교(善隣商業學校)를 졸업하였다. 학창 시절에 농구 선수로 활약한 적도 있었으나 선린상고를 졸업한 3월에 조선은행에 입사, 금융계에 투신하였다.

### 은행원 활동과 조선일보 시절
해방 후 조선은행 조사부장이 되었고, 조선은행이 한국은행으로 바뀌면서 1948년 다시 한국은행 조사부장으로 취임하였다. 1950년 한국은행 부총재로 승진하였으나 2년 만에 사임하고 조선일보의 취체역 사장으로 취임하였다. 서울 환도 후의 어수선하던 조선일보를 재건하고 내분을 수습한 뒤 방일영에게 경영을 넘겼다.
1953년 한ㆍ일 회담 대표의 대표단원의 한사람으로 임명되어 일본으로 건너가, 최규하 등과 함께 일본측과 교섭하였다.

### 한국일보 창립
그 후 조선일보사 사장을 사임하고, 1953년 영자신문 《코리아타임스》를 인수했다. 그리고 1954년 태양신문을 인수하여 한국일보를 창립하였다. 이후 《일간스포츠》, 《서울경제신문》, 《소년한국일보》등의 자매지를 계속 창간하였고, 1957년 대한방송주식회사를 설립하여 방송으로도 진출하였다. 그밖에 국제 신문 협회(IPI) 한국위원회 위원장에 추대되었고, 1958년 한국 일간신문 발행인협회의 회장과 이사장으로 추대되었다.
1960년 서울경제신문을 창간하여 발행인 겸 사장에 취임하였다. 동년 국제연합 세계연맹 제15차 총회 한국 대표로 참석하고 돌아왔으며, 1961년 국제신문협회 한국위원회 초대 회장, 대한체육회 부회장을 역임했다. 학창시절에 농구선수로도 활동했던 그는 언론 활동 외에도 대한 축구협회 회장(1961), 대한 체육회 부회장(1961), 대한 올림픽위원회(KOC) 위원장(1966), 아시아 경기 연맹(AGF) 회장(1966), 국제 올림픽 위원회(IOC) 위원(1967) 등을 역임하였다.

### 체육 활동
1960년에는 서울경제신문과 소년한국일보를, 1969년에는 일간스포츠를 창간하였고, 이어 주간한국과 주간여성 등 여섯 개의 자매지를 발행하였다. 1961년 국제신문협회 한국위원회 초대 회장을 역임하였고, 1961년 대한축구협회 회장과 대한체육회 부회장이 되었으며, 1966년 대한올림픽위원 및 아시아경기연맹 회장으로 활약, 한국체육발전에 힘썼다. 1967년 국제올림픽위원회(IOC) 위원이 된 것을 계기로 아시아경기대회의 유치 등 스포츠의 국제교류에 눈부신 활동을 보였다. 1961년 최초로 공산국가인 유고슬라비아에 우리 축구팀 단장으로 원정, 공산권과의 체육외교를 폈다.

### 5.16 쿠데타 전후
61년 11월 한국일보가 필화사건에 걸린 일이 있었다. 민정이양과 관련하여 군정당국이 새 정당조직을 추진하고 있는데 그 이름이 사회노동당(社會勞動黨)이라는 1면 보도기사가 문제된 것이었다. 이 기사가 사실무근이라고 하여 사장 겸 편집국장이던 장기영과 편집부국장 홍유선(洪維善), 정치부장 김자환(金子煥), 정치부기자 한남희(韓南喜) 등 네 사람이 구속되었다.
이때 김용태는 이 필화사건을 무마하고 장기영을 석방하는 데 힘을 써 주었다. 그 후 민정선거를 앞둔 63년 2월, 장기영은 김용태의 천거로 박정희를 만나 그 자리에서 선거용 소맥(小麥) 도입을 위한 밀사로 지며오디어 일본에 파견된 적이 있었다. 이 밀사의 임무를 훌륭히 수행하여 장기영은 박정희의 신임을 얻었다.

### 정치 활동

#### 부총리 재직과 올림픽 위원
1964년 5월 정일권 내각의 부총리 겸 경제기획원 장관에 임명되어 입각하였다. 경제부총리로 발탁되어 3년반 동안 산업의 근대화와 경제자립의 터전을 마련하는 데 힘썼다. 외자도입정책 주도와 금리현실화, 유리창행정과 연탄의 흑백논쟁 등 숱한 일화를 남기면서 우리 나라 경제의 고도성장의 기틀을 잡았다. 1964년 박정희 대통령의 서독방문과 1965년의 미국 방문, 그리고 1966년의 태국 등 아시아제국방문에도 수행, 경제외교에도 힘썼다. 한일국교정상화를 위하여 막후에서 일해왔으며, 1966년 대한올림픽위원회 회장과 아시아 경기연맹 회장을 역임한 후, 1967년 국제 올림픽 위원회(KOC) 위원장이 되었다.
1968년 대한체육회 명예회장에 추대되었다. 1969년 일간 스포츠사를 창간하고 발행인 겸 사장에 취임하였다. 1969년 한일간의 현안문제를 타결하기 위하여 대통령특사로서 일본에 파견되었다. 같은 해에 한일협력위원회를 창설, 창립총회 부의장이 되기도 하였다.

#### 국회 입성과 남북대화 참여
1971년 민주공화당 서울특별시 제1지구당(중구ㆍ종로구 지구당) 위원장에 위촉되고, 1972년 7.4 남북 공동 성명 직후 이후락과 함께 남북 대화에 참여하여 남북 조절 위원회 부위원장에 위촉되었다. 이후 10만 어린이 부모찾기 운동을 벌이는 등 민족분단의 설움과 이산가족문제에 비상한 관심을 쏟아왔는데, 1972년 11월 남북조절위원회 부위원장이 되고, 1973년에는 제9대 국회의원에 출마하여 당선되었으며, 한일 협력위원회 부위원장에 선임되었다. 그해 남북조절위원회 서울측 공동위원장 대리를 겸임, 대표단을 이끌고 평양을 다녀오기도 했다. 이어 서울과 평양에서 개최된 수차의 본 회담에 참석하였다.
정치·경제·문화·언론·체육 등 다방면에서 활동, 이바지한 공으로 수교훈장 광화장을 비롯하여 청조 근정훈장, 국민훈장 무궁화장, 그리고 인권옹호상, 체육공로상, 최고체육장 등을 받았다. 외국 상훈으로는 독일1등 대십자공로훈장과 월남 보국2등훈장, 중화민국 1급문화훈장을 받았다.

### 최후
1974년 국민체육심의위원이 되고, 1976년 민주 공화당 당무 위원으로 선임되었다. 1977년 대한체육회 명예위원장에 추대되었다. 1977년 1월 2일 가족들과 프라자호텔 중식당에서 신년 모임을 가졌다. 그해 4월 11일 고혈압으로 인한 심장마비로 사망하였다.

## 약력
- 1952년 조선일보 사장
- 1954년 《태양일보》를 인수하여, 1954년 6월 9일부터 《한국일보》라는 제호를 사용하기 시작하였다.
  - 1954년 8월 1일 기자 제1기 6명을 공채한 이후 정기적으로 기자를 공개 채용해 다른 신문사에 이러한 관행을 퍼뜨렸다.[4]
- 1964년 부총리 겸 경제기획원장관
- 1967년 국제올림픽위원회(IOC) 위원 임명
- 1973년 제9대 국회의원

## 상훈 경력
- 1964년 체육공로상
- 1967년 일등 수교훈장
- 1969년 청조근정훈장
- 1970년 국민훈장 무궁화장
- 1970년 1급 문화훈장 최고 체육장

## 정인숙 스캔들에 대한 대응
정일권-정인숙 스캔들 당시 그는 정인숙 사건이 언론에 공론화됐다. 중앙정보부에서는 즉각 언론통제에 들어갔지만 그는 중앙정보부의 압력에 굴하지 않고 언론계를 비호하였다. 이것을 두고 그가 정일권 실각공작을 벌이는 것이라는 소문이 돌았다. 부총리 재직 시 장기영은 나라의 경제정책을 거의 도맡아서 요리했다. 정일권이 총리라고 해도 경제정책에 관한 한 일체의 용훼를 하지 못했다. 장기영은 대통령 박정희에게 직접 보고했고, 정일권이 경제문제에 간섭하지 못하게 사전에 쐐기를 박아두었다.
정일권과 장기영은 사이가 썩 좋았다고 할 수는 없으나 그렇다고 하여 서로 으르렁댈 나쁜 사이도 아니었다. 비록 장기영이 경제 문제에 대해서는 독주를 했을망정 정일권 자신이 경제에는 문외한이요, 그보다는 정일권의 천성적인 겸손함이 두 사람 사이를 그렇게 나쁜 관계로까지 몰고 가지는 않았다. 싸움을 싫어하는 정일권의 성격과 정일권 스스로도 자신은 경제에 대해서는 문외한이라고 인정하였으므로 장기영과 직접적인 갈등은 없었다. 그러나 두 사람 사이에는 보이지 않는 간격이 있었고, 결국 장기영은 정총리보다 3년 앞서 자리를 물러나게 되었다.
사정을 알고 있는 사람들은 그 당시 언론계에 복귀해 있던 장기영이 차기 총리자리를 노리고 있었다고 전한다. 그리고 정인숙 사건이 터지자 장기영은 이것을 문제삼아 박대통령을 상대로 정일권 실각공작을 벌였다는 것이다.

## 일화
- 황석영이 1974년부터 대하소설 《장길산》을 한국일보 지면에 연재하게 되었을 때, 6개월의 준비 기간과 자료비가 필요하다는 황석영에게 당시 집 한 채 값에 해당하는 거금을 선뜻 건네주었다. 그런데 정작 황석영은 자료 수집 도중 평소 알고 지내던 문우들과 모여 술을 마시며 보름만에 돈을 다 써 버렸고, 다시 찾아가 사정을 실토하며 자료비를 요청하는 황석영에게 처음 건넸던 액수보다는 적은 돈과 함께, 술집 명함에 자신의 전화번호를 적어 건네주며 "앞으로 술이 마시고 싶을 때는 여기, 내가 자주 가는 곳인데 여기 가서 내 이름으로 달고 마셔라. 그리고 이 돈은 꼭 자료비로 써라"고 했다고 한다. 또한 기자들을 서울대학교 규장각에 보내 규장각에 소장된 조선 시대 고서 수십 권의 원전 사진들을 사진으로 찍어다 자료로 전해 주었다고 황석영은 술회하고 있다.

## 역대 선거 결과
|  | 32.30% |

|  | 43.47% |

|  | 43.31% |

## 가족 관계
- 배우자 : 이문자 (1920년 ~ 2004년 5월 22일)
  - 딸 : 장일희 (1943년 ~ )
  - 장남 : 장강재 (1945년 ~ 1993년 8월 2일)
    - 며느리 : 문희 (1947년 7월 16일 ~ )
      - 손자 : 장중호 (1973년 9월 22일 ~ )
      - 손녀 : 장서정

  - 차남 : 장재구 (1947년 ~ )
  - 3남 : 장재민 (1949년 ~ )
  - 4남 : 장재국 (1952년 ~ )
  - 5남 : 장재근 (1954년 ~ )

## 같이 보기
- 서울 종로구의 국회의원